# کریستین آندرس
کریستین آندرس (انگلیسی: Christine Andreas؛ زادهٔ ۱ اکتبر ۱۹۵۱) خوانندگی، بازیگر اهل ایالات متحده آمریکا است.
از فیلم‌ها یا برنامه‌های تلویزیونی که وی در آن نقش داشته‌است می‌توان به دنیایی دیگر اشاره کرد.